# Karungal
Karungal es una ciudad y nagar Panchayat situada en el distrito de Kanyakumari en el estado de Tamil Nadu (India). Su población es de 16691 habitantes (2011). Se encuentra a 53 km de Thiruvananthapuram y a 75 km de Tirunelveli. 

## Demografía
Según el censo de 2011 la población de Karungal era de 16691 habitantes, de los cuales 8030 eran hombres y 8661 eran mujeres. Karungal tiene una tasa media de alfabetización del 91,99%, superior a la media estatal del 80,09%: la alfabetización masculina es del 94,35%, y la alfabetización femenina del 89,81%.